# Јустс Сирмаис
Јустс Сирмаис (лет. Justs Sirmais; Кекава, Летонија, 6. фебруар 1995) летонски је поп певач.
Са песмом Heartbeat представљао је Летонију на Песми Евровизије 2016. у Стокхолму, где је заузео укупно 16. место у финалу са 132 освојена поена.

## Биографија
Сирмаис је рођен 6. фебруара 1995. у маленом градићу Керкави у централној Летонији. Похађао је Прву ришку гимназију, најстарију средњошколску институцију у том делу Европе, а још као средњошколац певао је на улицама Риге.
Последњег дана јануара 2016. национални радиотелевизијски сервис Летоније објавио је да је Јустс један од учесника у такмичарском програму фестивала Supernova, националном избору за Песму Евровизије 2016. године. У првој квалификационој емисији Супернове емитованој 7. фебруара Јустс је извео песму Heartbeat (Откуцаји срца) чији комплетан аутор је позната летонска певачица Амината Савадого. Било је то његово прво појављивање на националној телевизији. Јустс је добио убедљиво највише гласова и током квалификација, полуфинала и финала Супернове, и на тај начин стекао право да представља своју земљу на Песми Евровизије у Стокхолму.
Јустс је наступио у другом полуфиналу Евросонга које је одржано 12. маја, и као осмопласирани (са 132 бода) пласирао се у велико финале које је одржано два дана касније. Иако је по кладионицама важио за једног од фаворита за висок пласман, Јустс је у финалу заузео тек 15. место са идентичним бројем бодова као и у полуфиналу, 132 бода.